# 西宝透孔螺
西宝透孔螺（学名：Diodora sieboldii）是一個海螺的物種，屬於裂螺科天蓋螺亞科天蓋螺屬的一种海洋腹足綱軟體動物。

## 分佈
主要分布于韩国、台湾及香港，常栖息在潮间带岩礁区。

## 外部連結
- 維基物種上的相關：西宝透孔螺